# Spinka pomarańczowa

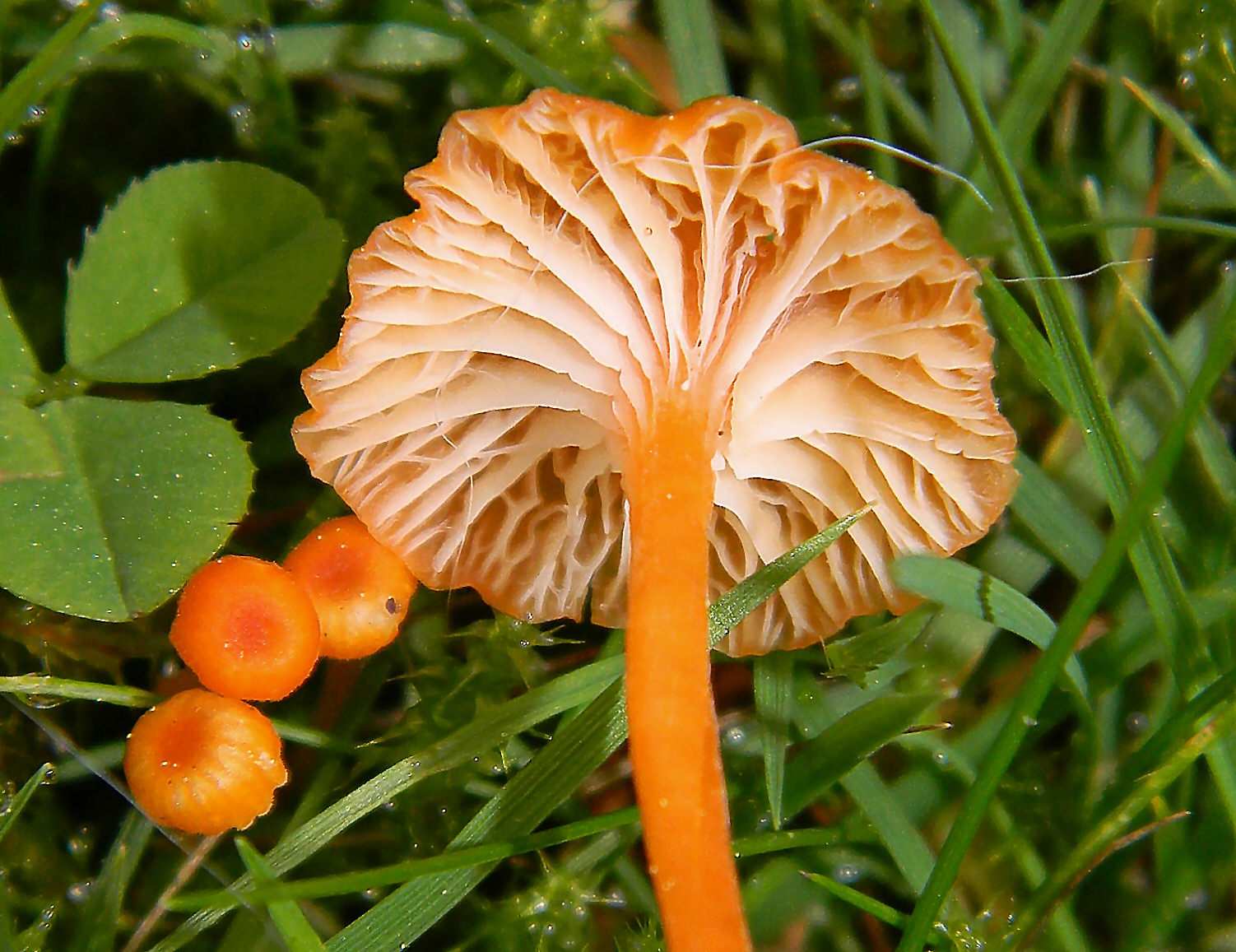

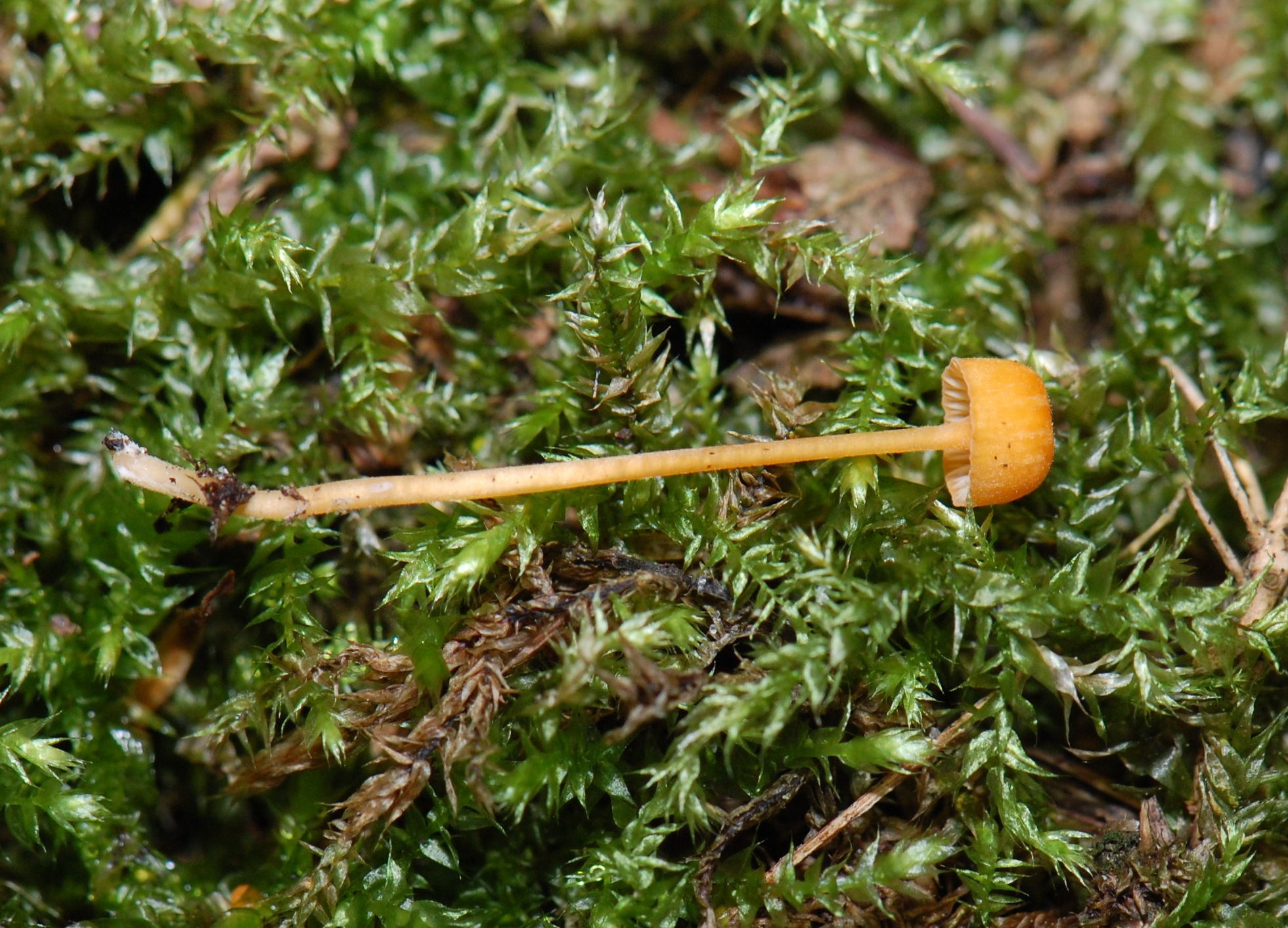

Spinka pomarańczowa (Rickenella fibula (Bull.) Raithelh.) – gatunek grzybów należący do rodziny Rickenellaceae.

## Systematyka i nazewnictwo
Pozycja w klasyfikacji: Rickenella, Rickenellaceae, Hymenochaetales, Agaricomycetidae, Agaricomycetes, Agaricomycotina, Basidiomycota, Fungi.
Po raz pierwszy opisał go w 1784 r. Jean Baptiste François Pierre Bulliard nadając mu nazwę Agaricus fibula. Obecną, uznaną przez Index Fungorum nazwę nadał mu Jörg H. Raithelhuber w 1973 r.
Ma 27 synonimów (w tym wszystkie odmiany). Niektóre z nich:
- Agaricus hydrinus (Fr.) Kost, Z. Mykol. 50(2): 220 (1984)
- Gerronema fibula (Bull.) Singer 1961
- Hemimycena fibula (Bull.) Singer 1943
- Mycena fibula f. alba A.H. Sm. 1953
- Omphalina fibula (Bull.) Quél. 1886[2].

F. Kwieciński w 1896 r. nadał mu polską nazwę pępkowiec żółtawy, Barbara Gumińska w 1982 r. zmieniła ją na rickenella spinkowata, a Władysław Wojewoda w 2003 r. na spinkę pomarańczową.

## Morfologia
Kapelusz
Średnica 5–15 mm, początkowo dzwonkowato-łukowaty, potem łukowaty, w końcu z wklęsłym środkiem. Brzeg pofałdowany, żłobiony i ząbkowaty. Powierzchnia lepka, o barwie od pomarańczowożółtej do pomarańczowej, u starszych okazów spłowiała, nawet do białawej.
Blaszki
Rzadkie i zbiegające na trzon, z krótkimi międzyblaszkami, początkowo białawe, potem żółtawe, w końcu jasnopomarańczowe.
Trzon
Wysokość 2–5 cm, grubość 1–1 mm, cienki, walcowaty. Powierzchnia pod lupą delikatnie cętkowana, u młodych okazów żółtawa, u starszych pomarańczowobrązowa.
Wysyp zarodników
Biały.
Cechy mikroskopowe
Zarodniki 3–4 × 1,5–2,5 µm,elipsoidalne, gładke, szkliste z 1- do 3-gutulami, w KOH nieamyloidalne. Cheilocystydy i pleurocystydy 25–40 × 5–7,5 µm, wrzecionowate ze zwężającymi się lub zaokrąglonymi wierzchołkami, cienkościenne, w KOH szkliste, gładkie. W skórce ciasno upakowane strzępki z licznymi pileocystydami 50–100 × 7,5–12,5 µm, wrzecionowatymi z szerokimi podstawami i stożkowatymi, lub główkowatymi wierzchołkami, cienkościennymi, gładkimi, w KOH szklistymi.
Gatunki podobne
Grzybówka szpilkowa (Mycena acicula), która ma żółtawy trzon, blaszki niezbiegające i występuje na gnijących resztkach roślinnych. Podobna jest też pępowniczka dzwonkowata (Xeromphalina campanella), ale jej owocniki tworzą liczne skupiska na próchniejącym drewnie, ponadto nie ma zbiegających na trzon blaszek. Wilgotnica lejkowata (Hygrocybe cantharellus) jest większa i ma bardziej intensywna barwę.

## Występowanie i siedlisko
Spinka pomarańczowa występuje na wszystkich kontynentach, podano jej stanowisko nawet na Antarktydzie. W Europie jest rozprzestrzeniona szeroko, od Morza Śródziemnego aż po Spitsbergen. W Polsce jest bardzo pospolita.
Naziemny grzyb saprotroficzny. Występuje w lasach, zwłaszcza sosnowych, wśród traw i chrustu, na mokradłach, wrzosowiskach, mokrych łąkach, zazwyczaj w miejscach wilgotnych wśród mchów. Jest związany z mchami, prawdopodobnie pasożytuje na nich, lub tworzy z nimi jakiś rodzaj mykoryzy. W Polsce owocniki tworzy od maja do października. Grzyb niejadalny.